# Franciscus Leonardus Stracké
Franciscus Leonardus Stracké (Rotterdam, 25 november 1849 - Haarlem, 1919) was een Nederlands beeldhouwer, zoon van Jean Theodore Stracké.

## Leven en werk
Stracké komt uit een van origine Duitse kunstenaarsfamilie. Zijn opa was de Duitse schilder en beeldhouwer Ignatius Johannes Stracké. Gottfried Stracké en Frans Stracké, beiden beeldhouwers, waren zijn ooms.
Het bekendste werk van F.L. Stracké is het standbeeld van Hugo de Groot uit 1886 op de Markt in Delft. Daarnaast heeft hij in 1889 een marmeren buste gemaakt van Dr. Schaepman voor het Rijksmuseum. Het ontwerp voor het beeld was gemaakt door zijn vader Jean Theodore Stracké en uitgevoerd door Franciscus. Ook het monument ter nagedachtenis van Lodewijk en Hendrik van Nassau, in 1574 omgekomen bij de Slag op de Mookerheide, in de Sint-Joriskerk in Heumen is van zijn hand.
Stracké wordt beschouwd als de leermeester van Hendrik Albert van den Eijnde (1869-1939), die in 1891 zijn assistent werd. Stracké had zijn eigen atelier waar o.a. ook Johannes Petrus Maas (1861-1941) een tijd in de leer is geweest.
Stracké is door Paus Leo XIII (1810-1903) onderscheiden met de Pro Ecclesia et Pontifice.